# Nicoletta Ramorino
Nicoletta Ramorino (Milano, 19 giugno 1931 – Milano, 9 marzo 2025) è stata un'attrice, doppiatrice e scrittrice italiana.

## Biografia
Attrice di cinema e teatro, oltre che doppiatrice, era figlia di un medico; si diplomò alla Scuola d’Arte Drammatica del Piccolo e in pianoforte al Conservatorio Giuseppe Verdi. Nel 1980 fondò il Centro Teatro Attivo. 
Morì a 93 anni, il 9 marzo 2025.

## Vita privata
Fu sposata con l’attore Ottavio Fanfani, di cui rimase vedova nel 1981, ed era madre di Donatella Fanfani, anche lei doppiatrice.

## Filmografia

### Cinema
- Edie McClurg in "Air Bud vince ancora" (Nonna)
- Brigitte Abramovitch in "Benvenuti... ma non troppo"

### Soap opera
- Liza Vieira in "Marina" (Adelia)

### Cartoni animati
- Molly in "Biancaneve"
- Mademoiselle in "Una scuola per cambiare"
- Anziana in "Gantz"

### Cinema
- "Mi fido di te" (2007), con Ale e Franz, nel ruolo della signora anziana al minimarket
- "Lascia perdere, Johnny!" (2007), nel ruolo della signora di Rho
- "La piccola A" (2009), nel ruolo di Amalia
- "Aurora notte" (2013), nel ruolo di Teresa

### Televisione
- "Le zitelle di via Hydar" (Rai, 1955), nel ruolo della Contessina Vittoria Hanser
- "Paganini" (Rai, 1976), nel ruolo di Teresa Paganini
- "Laura" (1978), nel ruolo della maestra
- "Laghi profondi" (1990), nel ruolo della signora della cura
- "Cri Cri" (Italia 1, 1990), nel ruolo della Contessa
- "Nemici intimi" (1994), nel ruolo di Giulia Dieci

### Libri
- "Lo spazio fantastico - Mimo e danza come gioco" (Emme Edizioni, 1980), scritto con Paola Calvetti
- "Corso rapido di dizione" (De Vecchi, 2009)
- "Corso di dizione" (Giunti, 2015)
- "L'arte della parola - Corso di dizione" (Demetra, 2021)
- "A spasso con i cervelli" (Orizon-New, 2023